# دوبلین (آلاباما)
دوبلین (به انگلیسی: Dublin) یک منطقهٔ مسکونی در ایالات متحده آمریکا است که در آلاباما واقع شده‌است. دوبلین ۱۶۶٫۷۳ متر بالاتر از سطح دریا واقع شده‌است.